# Karcynogeneza
Karcynogeneza też kancerogeneza lub nowotworzenie – zmiany zachodzące w komórce organizmu, prowadzące do powstania nowotworu. Jest to wieloetapowy proces zachodzący na poziomie DNA komórki. Wyróżnia się w nim trzy (czasem cztery) złożone etapy: inicjację, promocję i progresję. Kancerogeneza jest najczęściej wywoływana czynnikami rakotwórczymi, takimi jak: nadfiolet, wielopierścieniowe węglowodory aromatyczne czy niektóre wirusy.
Karcynogeneza jest procesem wieloletnim, przeciętny okres rozwoju guza o średnicy 1 cm wynosi około 5 lat. Zależy to jednak od rodzaju nowotworu i tkanki w której zachodzi karcynogeneza. Dla niektórych nowotworów mogą to być miesiące, dla innych dziesiątki lat. Różny jest też czas trwania poszczególnych etapów i szybkość przechodzenia komórki z jednego etapu do kolejnego. Zainicjowane komórki mogą żyć przez wiele lat, nie wchodząc w etap promocji, ale mogą też od razu, albo w krótkim czasie od inicjacji, zacząć dalej mutować.

## Etapy karcynogenezy

### Inicjacja
Na etapie inicjacji pojawia się pojedyncza mutacja DNA. Może ona powstać spontanicznie lub pod wpływem karcynogenu. W normalnych warunkach takie pojedyncze mutacje są rozpoznawane i naprawiane przez komórkowe systemy naprawcze. Gdy uszkodzenie DNA jest zbyt poważne, żeby mogło być naprawione, komórka popełnia „samobójstwo” wchodząc na szlak apoptozy. Jeśli jednak mutacja nie zostanie naprawiona ani nie spowoduje rozpoczęcia apoptozy (pozostanie niezauważona przez systemy kontrolujące stan DNA), komórka będzie żyła dalej. Miejsce w genomie, gdzie ta mutacja zaszła, oraz czynniki, z jakimi komórka spotka się w swojej dalszej egzystencji, decydują, czy wejdzie w kolejny etap nowotworzenia. Za zainicjowane uważa się komórki, w których zaszła, i przetrwała, mutacja w obrębie genów krytycznych odpowiadających za kontrolę cyklu życiowego, np. genów regulatorowych, supresorowych czy protoonkogenów.

### Promocja
Etap ten polega na aktywacji onkogenów i zwiększeniu produkcji czynników odpowiedzialnych za wzrost i namnażanie komórek. Jednocześnie zachodzą dalsze mutacje, które nie są naprawiane. Szczególnie niebezpieczne są zmiany w genach odpowiadających za apoptozę i za hamowanie podziałów komórki (np. gen p53). Uszkodzenie właśnie tych rejonów DNA prowadzi do rozwoju nowotworu, bowiem prowadzi do charakterystycznych zmian, obserwowanych w komórkach nowotworowych. Wszystko to prowadzi do niekontrolowanego namnażania (proliferacji) zmutowanych komórek i rozwoju guza.

#### Inwersja
Czasem jest wyróżniana jako osobny etap. W jej przebiegu powstają kolejne mutacje w komórkach nowotworowych, ujawniają się zmiany fenotypowe (np. inny kształt komórek nowotworowych).

### Progresja
Nieodwracalny etap, prowadzący do powstania nowotworu. Polega on głównie na pojawianiu się kolejnych zaburzeń molekularnych, przede wszystkim zmian w kariotypie. W miarę jak uszkodzenia się nakładają, powstają klony zdolne do naciekania i tworzenia przerzutów. Progresję często nazywa się uzłośliwieniem nowotworu.

## Konkurencyjna teoria
Podejrzewa się, że w niektórych rodzajach nowotworów tylko niektóre komórki (nowotworowa komórka macierzysta) są zdolne do nieograniczonych podziałów i zapewniają odnawianie się nowotworu. Z nich tworzą się zróżnicowane komórki nowotworowe. Są bardziej odporne na leczenie. Tworzą kuliste wielokomórkowe skupiska częściej niż inne komórki nowotworowe.